# Dobry wieczór, tu Łódź
Dobry wieczór, tu Łódź – cykliczny program rozrywkowo-estradowy realizowany przez Telewizję Łódź w latach 70. i 80., w którym pokazywano polskie i zagraniczne gwiazdy muzyki rozrywkowej.

## Opis
Dobry wieczór, tu Łódź był pokazywany w Pierwszym Programie Telewizji Polskiej w sobotnie wieczory i był zawsze realizowany z budynku Teatru Wielkiego w Łodzi. Program prowadzili m.in. Jan Suzin, Edyta Wojtczak i Bogumiła Wander, a piosenkarzom towarzyszyła Orkiestra Polskiego Radia i Telewizji w Łodzi pod dyrekcją Henryka Debicha. Show reżyserowali m.in. Janusz Rzeszewski i Jerzy Woźniak.
Sygnałem rozpoczynającym i kończącym program była piosenka Wita was Łódź w wykonaniu wszystkich artystów, którzy pojawiali się w programie. Dobry wieczór, tu Łódź po raz ostatni został wyemitowany pod koniec lat 80.

## Artyści
W programie wystąpili m.in.: Maryla Rodowicz, Urszula Sipińska, Danuta Rinn, Halina Kunicka, Krzysztof Krawczyk, Anna Jantar, Violetta Villas, Ewa Śnieżanka, Jacek Lech, Kazimierz Kowalski, Bogusław Mec, Felicjan Andrzejczak, Helena Vondráčková, Karel Gott, Ałła Pugaczowa.